# Drießen (Rheinberg)

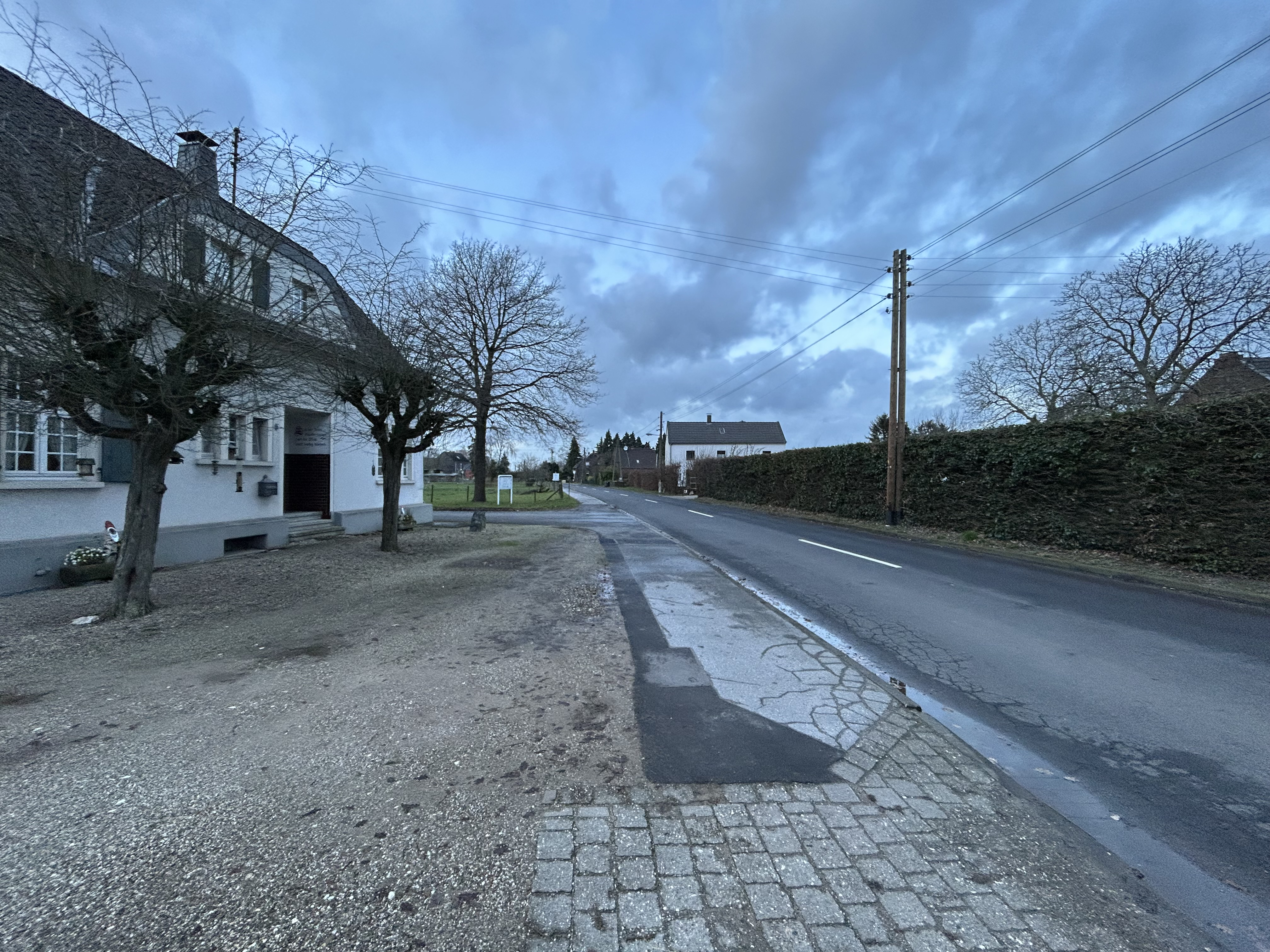
Drießen aus südlicher Ansicht

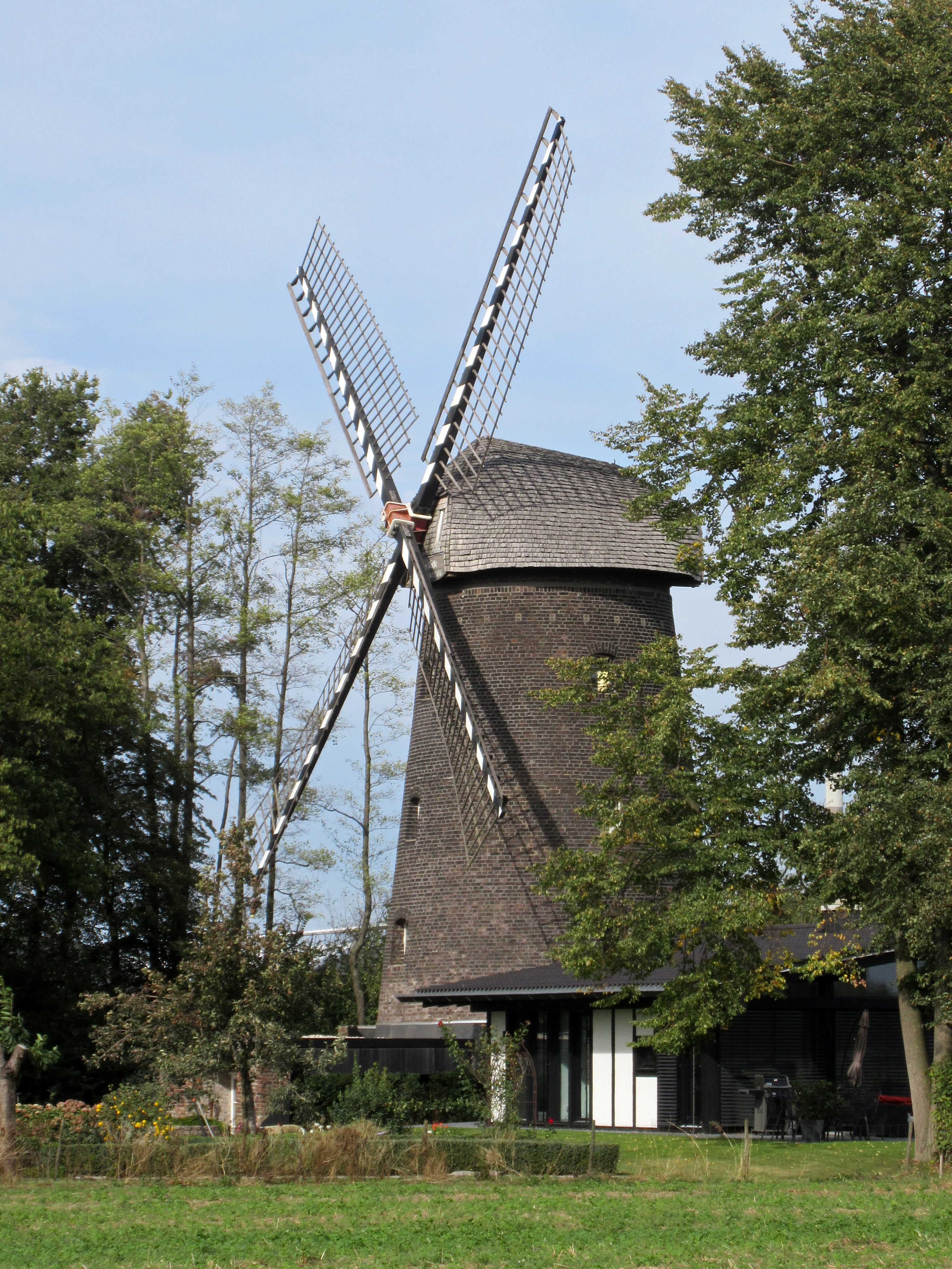
Denkmalgeschützte Mühle in Drießen

Drießen (auch Driessen) ist ein Weiler im Stadtbezirk Orsoy der Stadt Rheinberg zwischen Orsoy und Eversael mit ca. 40 Einwohnern. Vor der kommunalen Umgliederung im Jahre 1975 gehörte Drießen zur Stadt Orsoy. Der Weiler Drießen gehört zum Kreis Wesel und liegt am Orsoyer Rheinbogen. Drießen ist Standort einer Biogasanlage, die Ende 2013 in Betrieb gegangen ist.

## Geschichte
1885 werden in Drießen 119 Einwohner gezählt, welche in 24 Gebäuden lebten. Von 1816 bis 1823 gehörte Drießen zum Kreis Rheinberg und war Teil der Bürgermeisterei Orsoy.